# اسکیئل پالاسیوس
اسکیئل پالاسیوس (اسپانیایی: Ezequiel Palacios‎؛ زادهٔ ۲ اکتبر ۱۹۹۲) بازیکن والیبال اهل آرژانتین است.